# Asturien
Cet article concerne la langue romane des Asturies. Pour la culture préhistorique du nord de la péninsule hispanique, voir Asturien (Préhistoire).
L'asturien (asturianu en asturien, aussi appelé bable par ses locuteurs) est la langue romane occidentale traditionnellement parlée dans les Asturies. Dans d'autres zones du Nord de l'Espagne et du Portugal, les linguistes utilisent également le terme générique d'astur-léonais pour désigner la langue dans son ensemble, en incluant comme variantes le léonais et le mirandais.
Malgré le peu de textes médiévaux qui sont conservés, ceux qui restent montrent que l'asturien était la langue majoritaire des habitants du royaume des Asturies (718-925 apr. J.-C.). L'asturien s'est développé en étroite relation avec l'histoire de ce royaume, seul dans la péninsule Ibérique à avoir échappé à l'emprise du Califat de Cordoue, et du Royaume de León qui succéda aux Asturies.
Comme les autres langues romanes de la péninsule Ibérique, l'asturien est issu, au Moyen Âge, de la diversification des langues ibéro-romanes. 

L'astur-léonais, entre le galicien (à l'origine du portugais) et le castillan (à l'origine de l'espagnol.

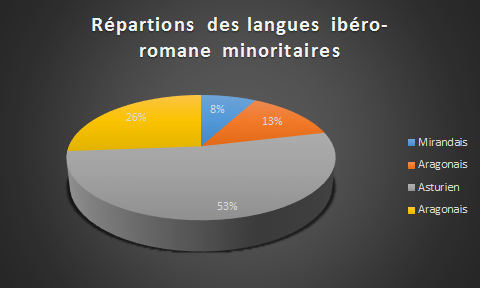
L'analyse des langues ibéro-romanes minoritaires non officielles montre que l'Asturien est l'une des premières en nombre de locuteurs courants.

## Écriture
L'asturien s’écrit au moyen de l'alphabet latin. En 1981, l'Académie de la langue asturienne a établi des normes orthographiques, largement inspirées de celles du castillan. Le mirandais a depuis l'an 2000 une convention orthographique spécifique, plus proche de l'orthographe du portugais, avec lequel il partage certains traits de prononciation[Lesquels ?].

### Ordre alphabétique et valeur desgraphèmesen asturien
La transcription suit les usages de l'alphabet phonétique international.
| Capitale | Minuscule | Nom   | Valeur phonétique |
| -------- | --------- | ----- | ----------------- |
| A        | a         | a     | [a]               |
| B        | b         | be    | [b]               |
| C        | c         | ce    | [θ] / [k]         |
| D        | d         | de    | [d]               |
| E        | e         | e     | [e]               |
| F        | f         | efe   | [f]               |
| G        | g         | gue   | [g]               |
| H        | h         | hache | -                 |
| I        | i         | i     | [i]               |
| L        | l         | ele   | [l]               |
| M        | m         | eme   | [m]               |
| N        | n         | ene   | [n]               |
| Ñ        | ñ         | eñe   | [ ɲ]              |
| O        | o         | o     | [ɔ]               |
| P        | p         | pe    | [p]               |
| R        | r         | erre  | [ɾ~r]             |
| S        | s         | ese   | [s]               |
| T        | t         | te    | [t]               |
| U        | u         | u     | [u]               |
| V        | v         | uve   | [b]               |
| X        | x         | xe    | [ ʃ ]             |
| Y        | y         | ye    | [ ɟ]              |
| Z        | z         | zeta  | [θ]               |

### Digrammes
| Capitale                       | Minuscule           | Nom        | Valeur phonétique |
| ------------------------------ | ------------------- | ---------- | ----------------- |
| CH                             | ch                  | che        | [ t͡ʃ ]            |
| GU + E I                       | g + e i             | -          | [g]               |
| LL                             | ll                  | elle       | [ʎ]               |
| QU + E I                       | qu + e i            | cu         | [k]               |
| RR (entre voyelles)[pas clair] | rr (entre voyelles) | erre doble | [r]               |

### Graphèmes dialectaux
- Le digramme ḷḷ (souvent écrit l.l) est utilisé essentiellement dans l'asturien occidental pour représenter plusieurs sons, considérés comme des variantes du phonème [ʎ] ( ḷḷingua ).
- Le graphème ḥ (souvent écrit h.) représente le phonème [h] (h aspiré) de l'asturien oriental (ḥacer).
- Le digramme ts, qui représente le phonème [t͡s], est utilisé dans les variantes de Quirós et Teberga (otso, feitsu).
- Le digramme yy, qui représente le phonème [kʸ], est utilisé dans certaines variantes isolées de l'asturien occidental (muyyer, yyegar).

## Littérature
Au cours des XIIIe et XIVe siècles, l'asturien est utilisé dans les actes administratifs et publics et notariaux[pas clair]. Bien que les instances supérieures[Quoi ?] caractérisent la langue comme « de peu de noblesse »[réf. nécessaire], l'asturien est toutefois maintenu[pas clair] dans les usages des classes sociales populaires.
Les grands noms de la littérature asturienne sont Antón de Marirreguera (en), Xosefa Xovellanos (en), Xuan María Acebal (en), Caveda y Nava, Teodoro Cuesta (es), Pin de Pría (es) et Fernán Coronas.
C'est à partir de la transition démocratique espagnole que ressurgit le xurdimientu de la littérature astur-léonaise, avec des auteurs tels que Berta Piñán (en), Esther Prieto (es), Berta Piñán (en), Xuan Bello (en), Antón García (es), Miguel Rojo (es), Carlos Rubiera Tuya (es), Milio Rodríguez Cueto (es), Pablo Antón Marín Estrada, Nicolás Bardio et Martín López-Vega.
L'Académie de la langue asturienne, fondée en 1980, publie en 2002 une Histoire de la littérature asturienne.

## L'asturien dans le système éducatif de la Principauté

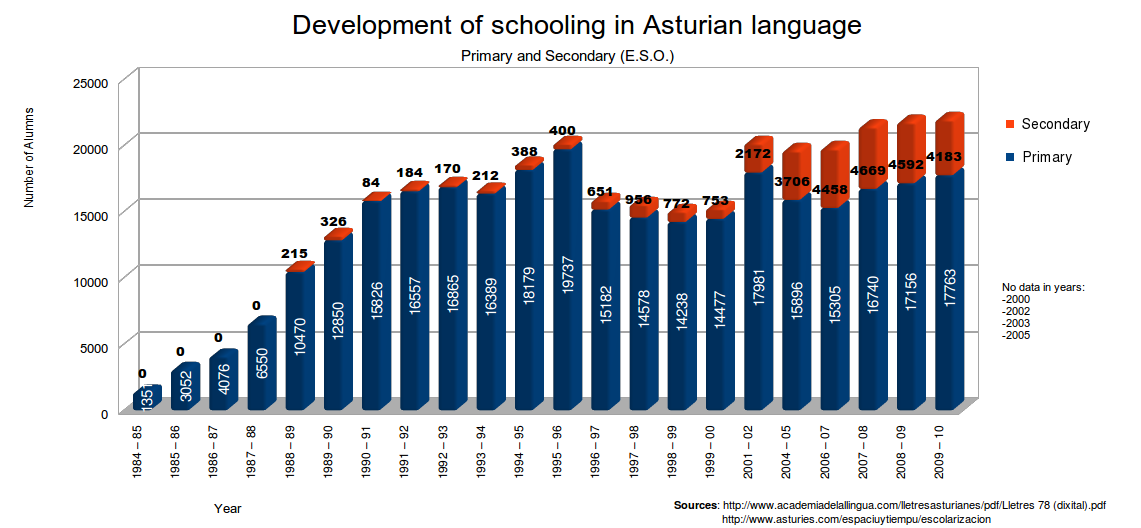
Développement de la scolarisation en asturien,.

Une loi sur l'usage et la promotion de la langue asturienne donne la possibilité aux jeunes de 6 à 16 ans d'étudier la langue dans les établissements d'enseignement en tant que matière optionnelle. Selon certaines sources d'information, elle ne serait pas respectée dans tous les centres.